# Juillet 1802

## Événements

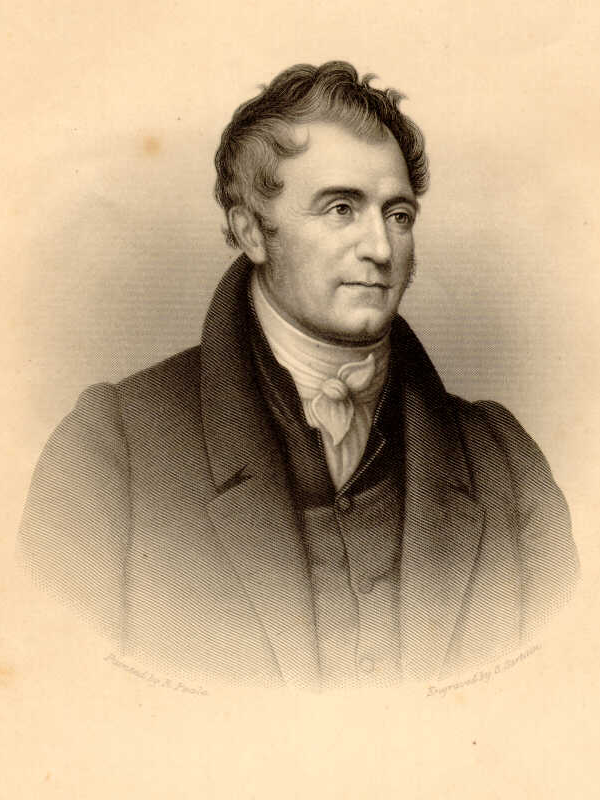
Éleuthère Irénée du Pont de Nemours

- États-Unis : Éleuthère Irénée du Pont de Nemours (1771-1834) fonde E.I. DuPont de Nemours and Company près de Wilmington (Delaware), et se lance dans la production de poudre[1]. À sa mort, l’usine DuPont sera la plus importante de ce type aux États-Unis.

- 4 juillet, États-Unis : ouverture de l'Académie militaire de West Point.

- 5 juillet-28 août : élections générales au Royaume-Uni[2]. Henry Addington, réélu, est peu à peu abandonné par sa majorité. Le groupe de Pitt reprend son ascendant sur les Communes et pousse à une politique de fermeté visant à bloquer l’expansion française.

- 18 juillet : Bonaparte, qui envisage une expédition contre Alger, « car ses brigandages sont la honte de l’Europe et des Temps modernes »[3], adresse un ultimatum au Dey Mustapha[4]. Le projet n’aboutit pas, après que le Dey ait répondu positivement aux exigences des Français (12 août)[5]

- 20 juillet : prise d’Hanoï par Gia Long[6].

- 29 juillet, France (10 thermidor an X) : le Sénat propose de réélire Bonaparte pour dix ans. Celui-ci accepte, à condition que le peuple ratifie la proposition par plébiscite.

## Naissances
- 10 juillet : Robert Chambers (mort en 1871), naturaliste, éditeur et écrivain écossais.
- 24 juillet : Alexandre Dumas, écrivain français († 5 décembre 1870).
- 31 juillet : Ignacy Domeyko (mort en 1889), minéralogiste et géologue polonais.

## Décès
- 22 juillet : Marie François Xavier Bichat, biologiste français (° 14 novembre 1771).
- 28 juillet : Giuseppe Sarti, compositeur italien. (° 1er décembre 1729).